# Spodnje Dule
Spodnje Dule so naselje v Občini Krško.